# Arroba
A palavra Arroba (do árabe الربع; "ar-rub", a quarta parte) designa antigas unidades de massa e de volume usadas em Espanha, Portugal e América Latina.
Como unidade de massa, a arroba equivale originalmente à quarta parte do quintal, isto é, 25 libras. Porém, esse valor não foi sempre o único a ser utilizado, nem as libras equivaliam.
Em Espanha, a arroba de Castela dividia-se em 25 libras (11,3 kg), a arroba da Catalunha em 26 libras (10,4 kg), e a arroba de Aragão em 36 libras (12,5 kg).
No Portugal medieval, a arroba também designava normalmente 1/4 do quintal, mas dividia-se em 32 arráteis, podendo estes ser de 12.5, 13 ou 14 onças, estando também as onças sujeitas a alguma variação.
A partir de 1499, com a reforma de D. Manuel, generalizou-se em Portugal um arrátel de 16 onças equivalente a 457,8 g valor que, mais tarde, foi ajustado para 459,0 g. A arroba da época moderna, de 32 destes arráteis, tinha assim valores próximos de 14,7 kg. Foi este o sistema disseminado no Brasil e nos restantes territórios do império português ao longo da época moderna.
Em Portugal usava-se o símbolo @ para abreviar a unidade arroba.
Com a introdução do Sistema Internacional de Unidades, a arroba perdeu boa parte de sua função, mas ainda não deixou de existir.
Modernamente, em Portugal (onde ainda é utilizada para pesar a cortiça, os cereais e batatas nas vendas a retalho do comércio tradicional, porcos e gado bovino), a medida foi arredondada para 15 kg. No Brasil, também com o valor arrendondado (15 kg), a arroba é utilizada para pesagem de bovinos, suínos e, na Bahia, o cacau.
Como medida de volume usada em Espanha, a arroba é utilizada para medir líquidos. Varia também o seu valor, dependendo não só das regiões, mas também do próprio líquido medido. Assim, se o líquido quantificado é azeite, a arroba equivale a 12,563 litros, enquanto se trata de vinho, sua equivalência é a 16,133 litros.

## Equivalências da arroba portuguesa
|         | Quintal | Arroba | Arrátel | Onça  |
| ------- | ------- | ------ | ------- | ----- |
| Quintal | 1       | 4      | 128     | 2 048 |
| Arroba  | 1/4     | 1      | 32      | 512   |
| Arrátel | 1/128   | 1/32   | 1       | 16    |
| Onça    | 1/2 048 | 1/512  | 1/16    | 1     |